# 行为谱
行为谱是动物行为学中用来描述动物行为的目录或清单。依据动物行为的姿势、动作和环境(posture-act-environment，PAE)编制而成。